# 유성근
유성근(1950년 2월 15일~)은 대한민국의 정치인이다. 제16대 국회의원을 지냈다.

## 학력
- 덕수국민학교 (졸업)
- 경기중학교 (졸업)
- 경기고등학교 (졸업)
- 서울대학교 법과대학 법학과, 서강대학교 대학원을 졸업

## 역대 선거 결과
|  | 40.14% |

|  | 5.59% |